# Sobákov
Sobákov (německy Sobaken) je malá vesnice, část města Český Dub v okrese Liberec. Nachází se asi 3,5 kilometru severozápadně od Českého Dubu. Sobákov je také název katastrálního území o rozloze 1,25 km².

## Historie
První písemná zmínka o vesnici pochází z roku 1556.
Nejméně od roku 1700 zde bydlela rodina Stejskalova, sedláci a přímí předci akademického sochaře Antonína Kostříka (1930-2010).[zdroj?]

## Pamětihodnosti
- kříž s pískovcovým podstavcem poblíž čp. 12
- mariánská soška nad studánkou
- řada staveb podještědské lidové a tradiční architektury
- sklepy tesané v pískovci
- studánka (pramen malého potoka) pod skalním výchozem jižně od návsi
- Rybářův pramen poblíž soutoku výše zmíněného potoka a Ještědky (v Modlibohově - těsně za hranicí sobákovského katastru)

## Fotogalerie

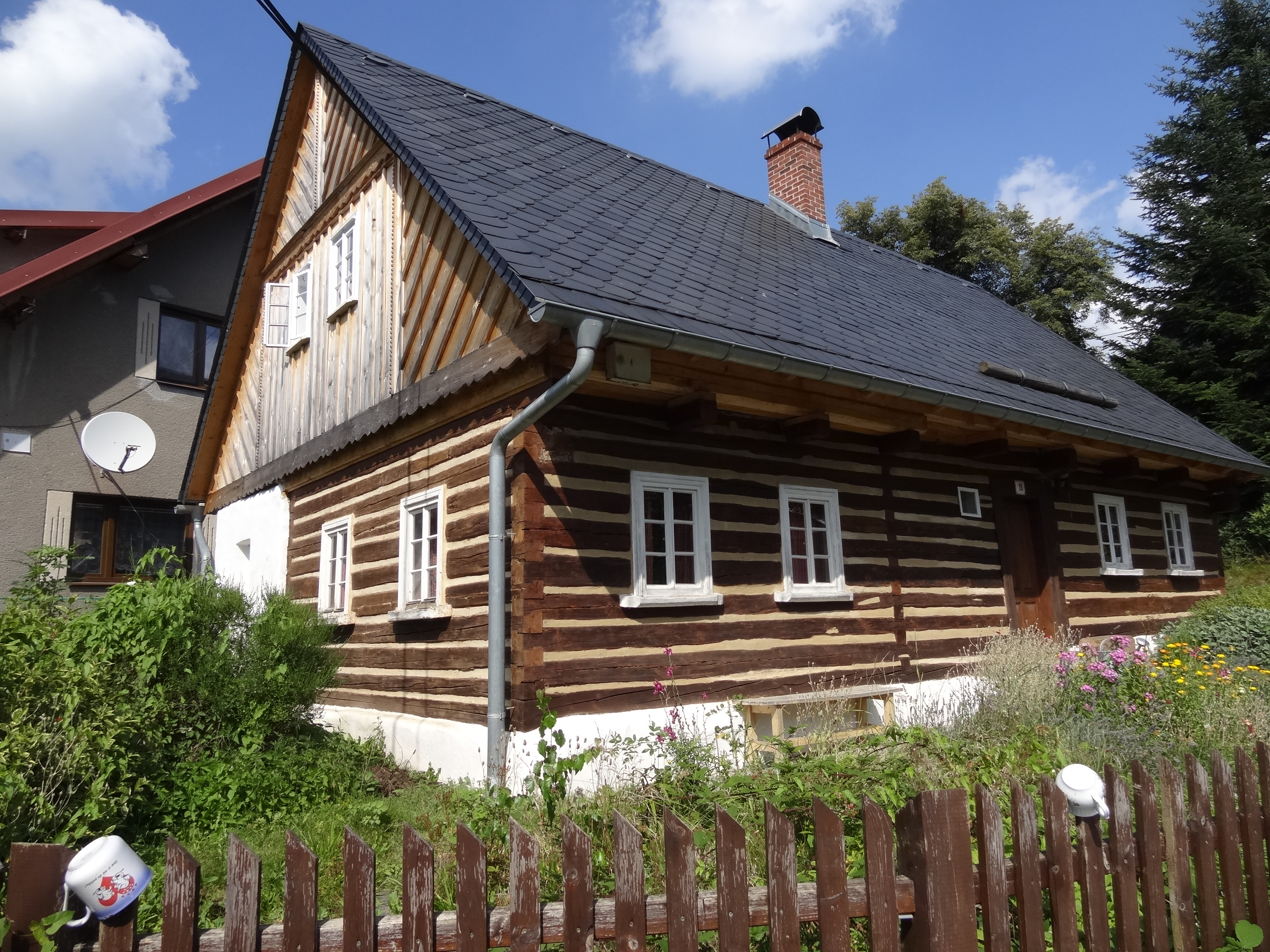
Chalupa čp. 15
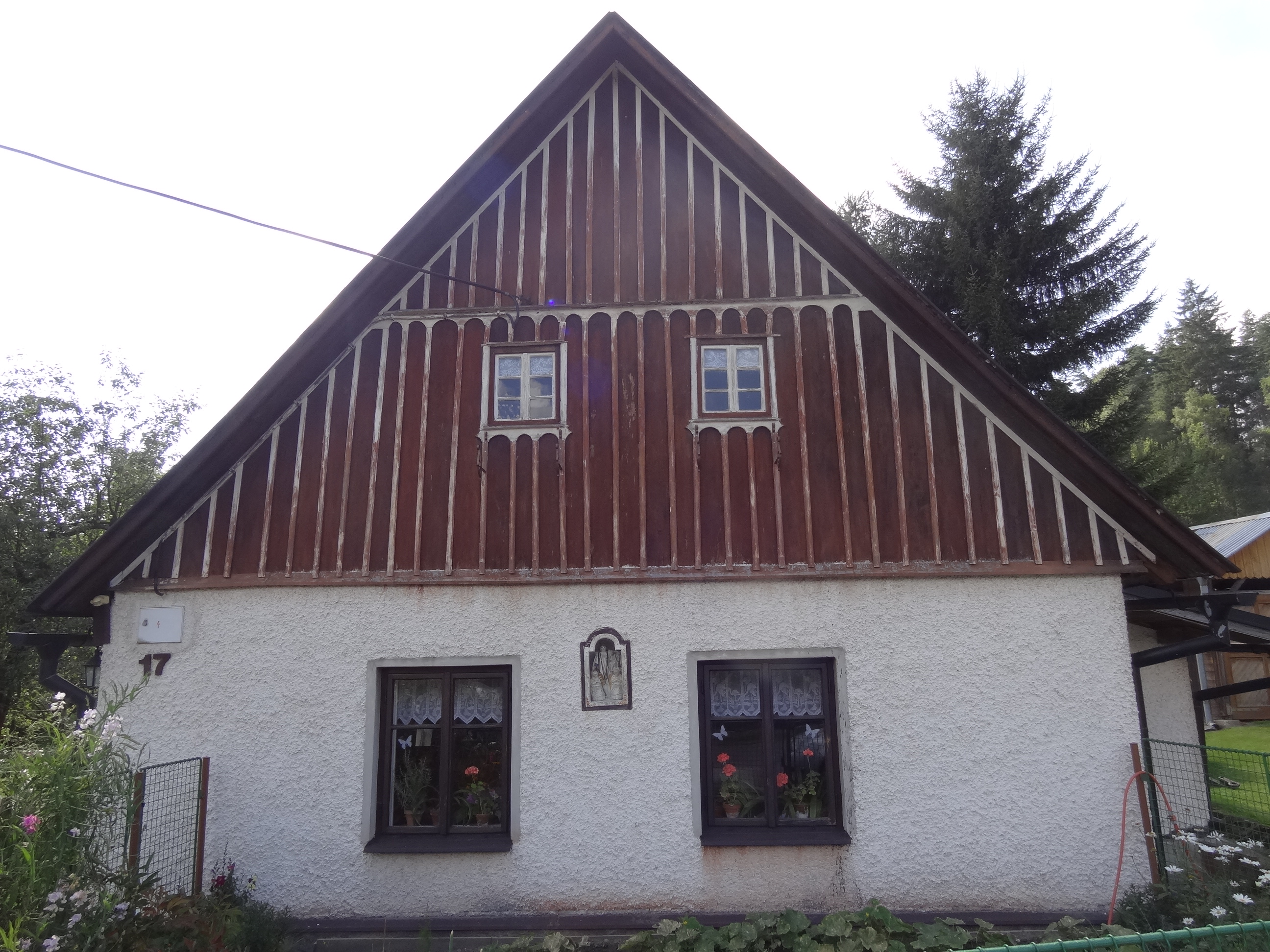
Chalupa če. 1
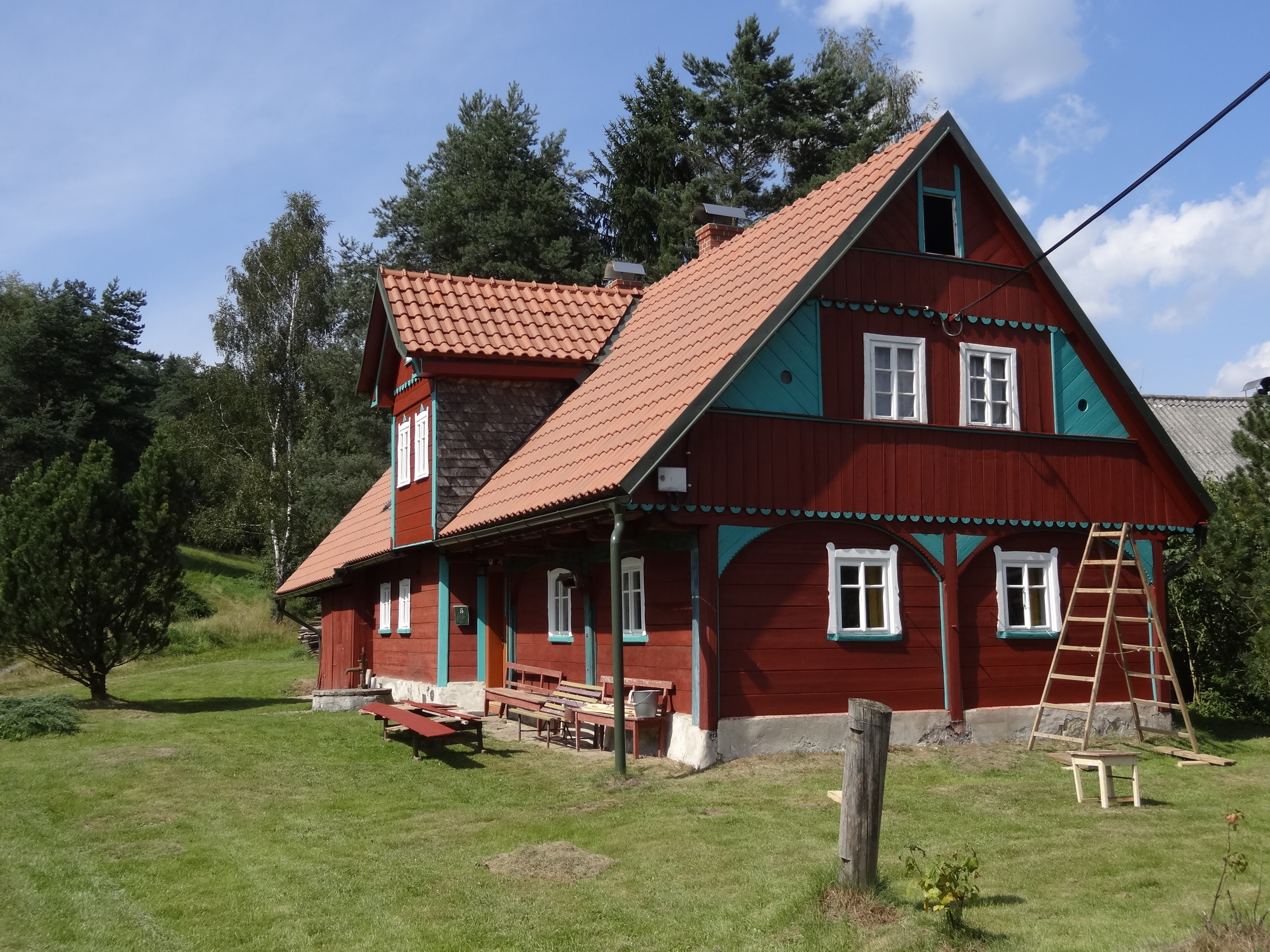
Chalupa čp. 20
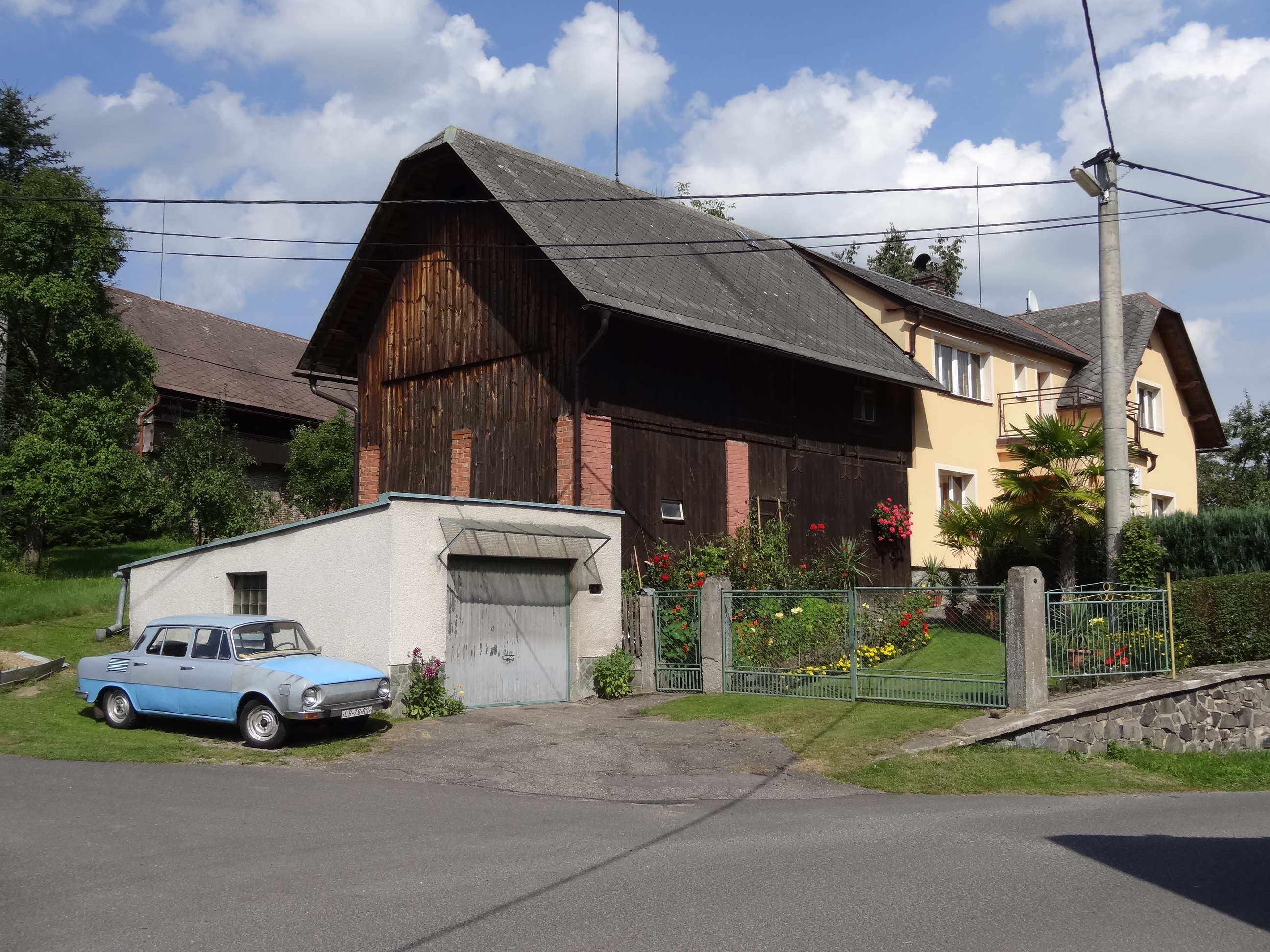
Stavení čp. 2
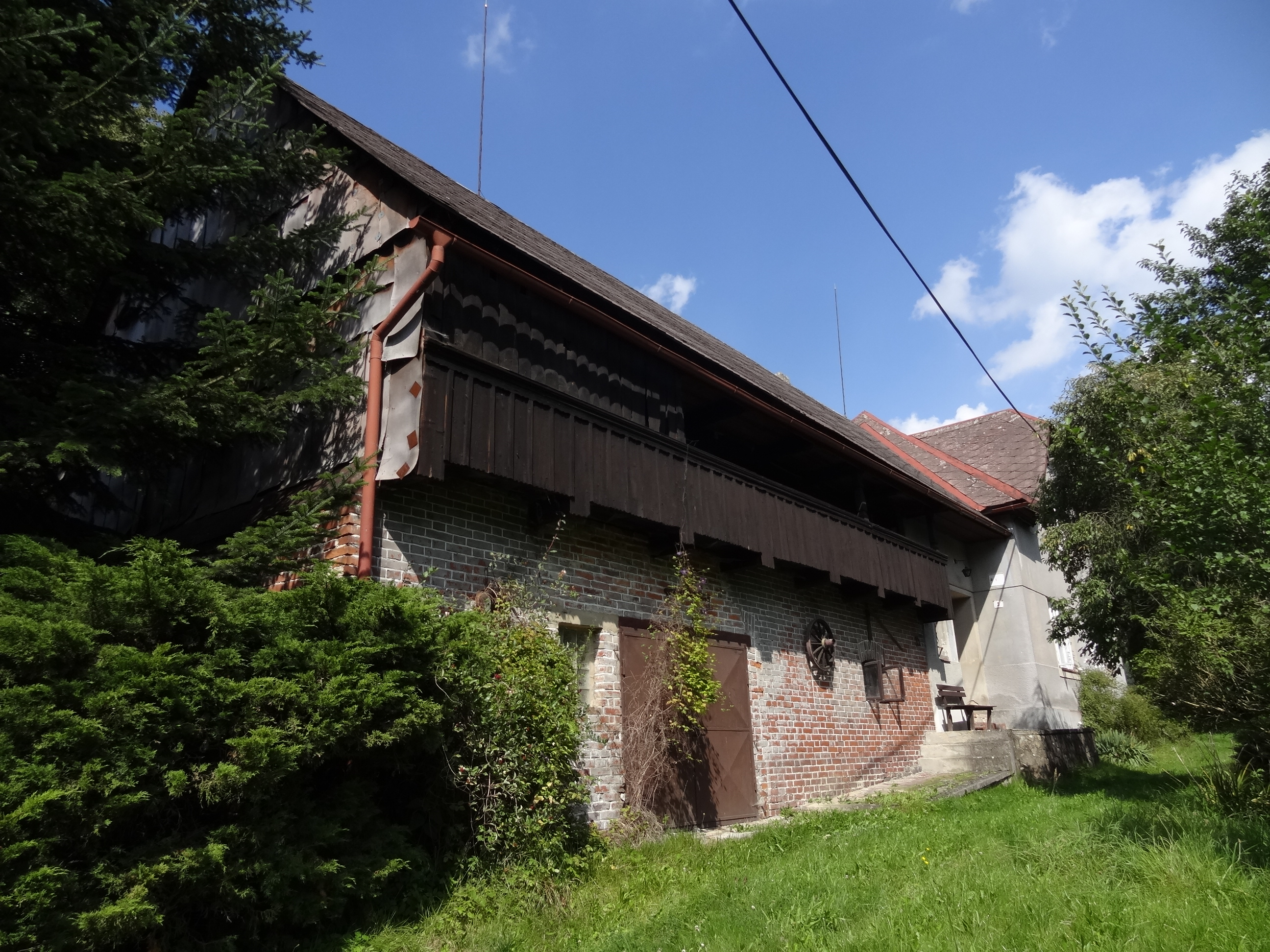
Stavení čp. 3
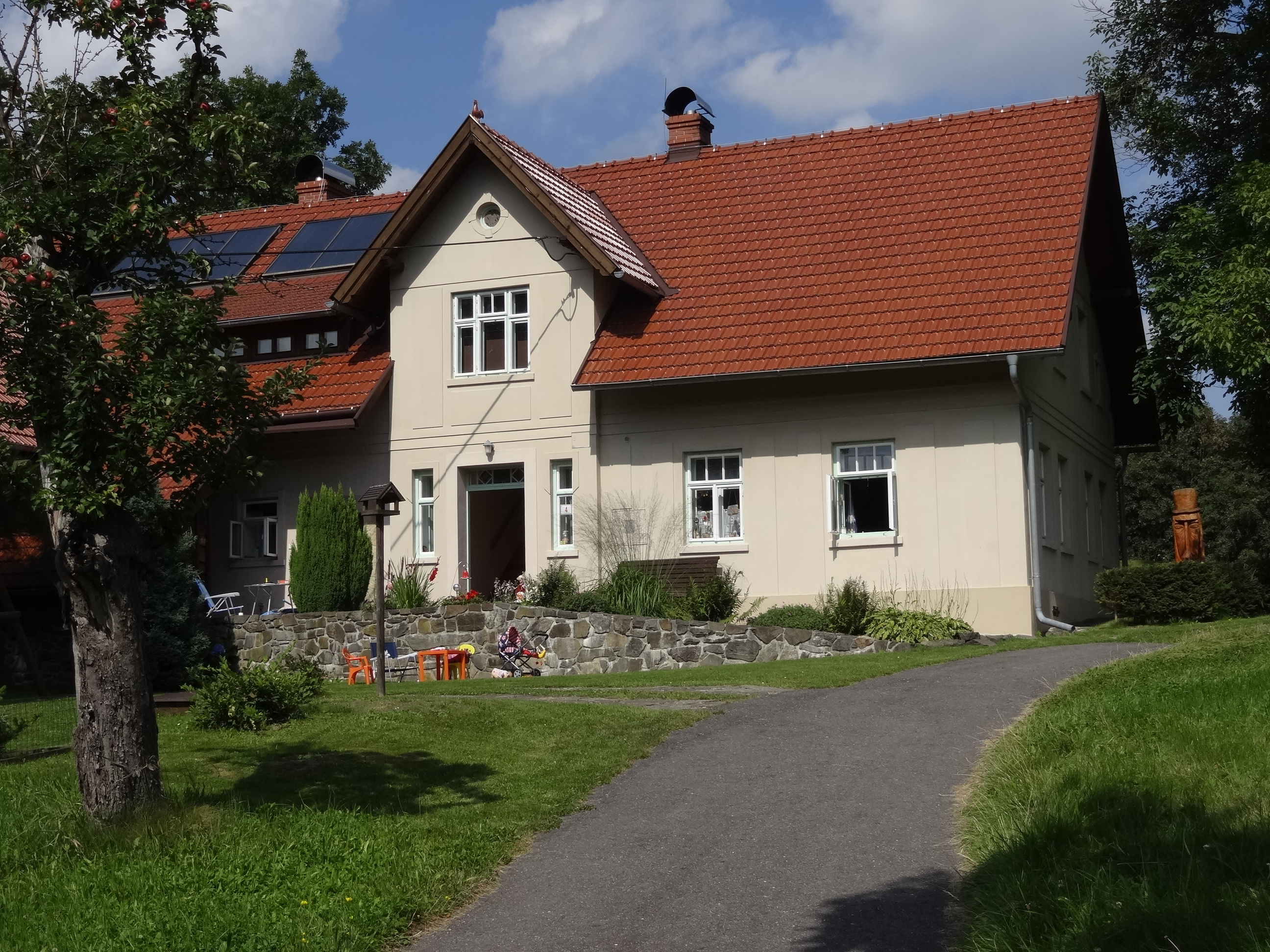
Stavení čp. 4
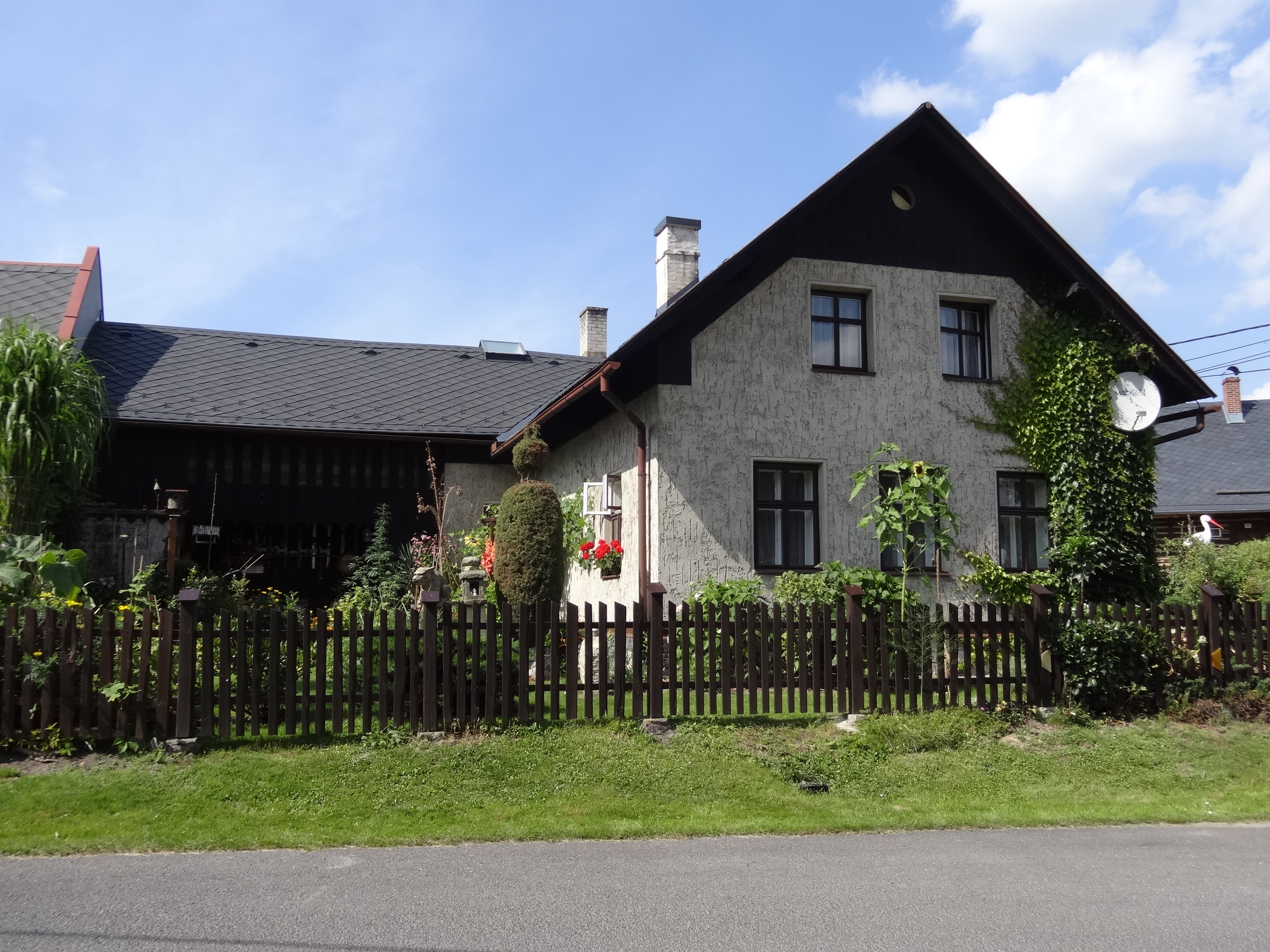
Stavení čp. 5
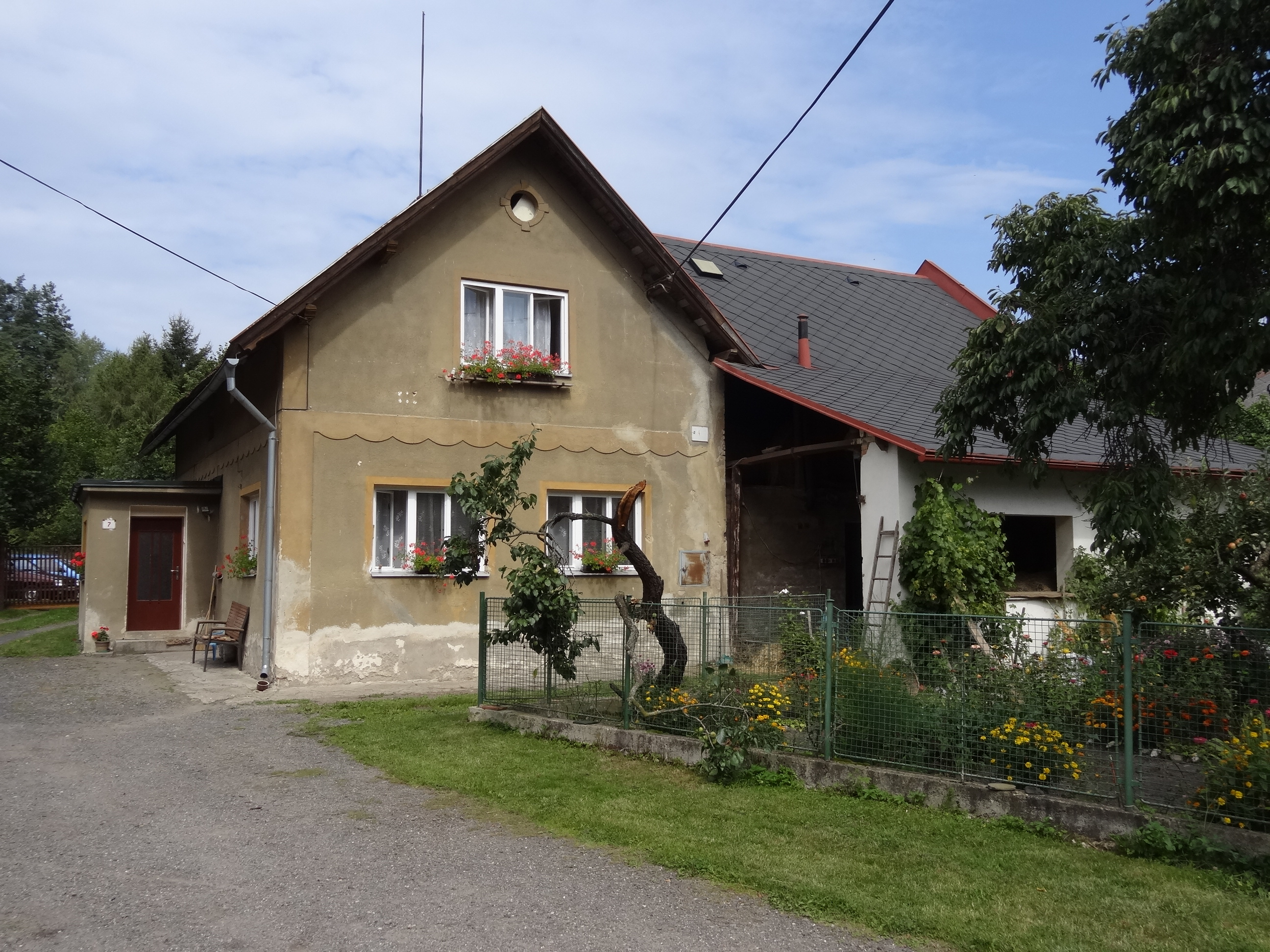
Stavení čp. 7
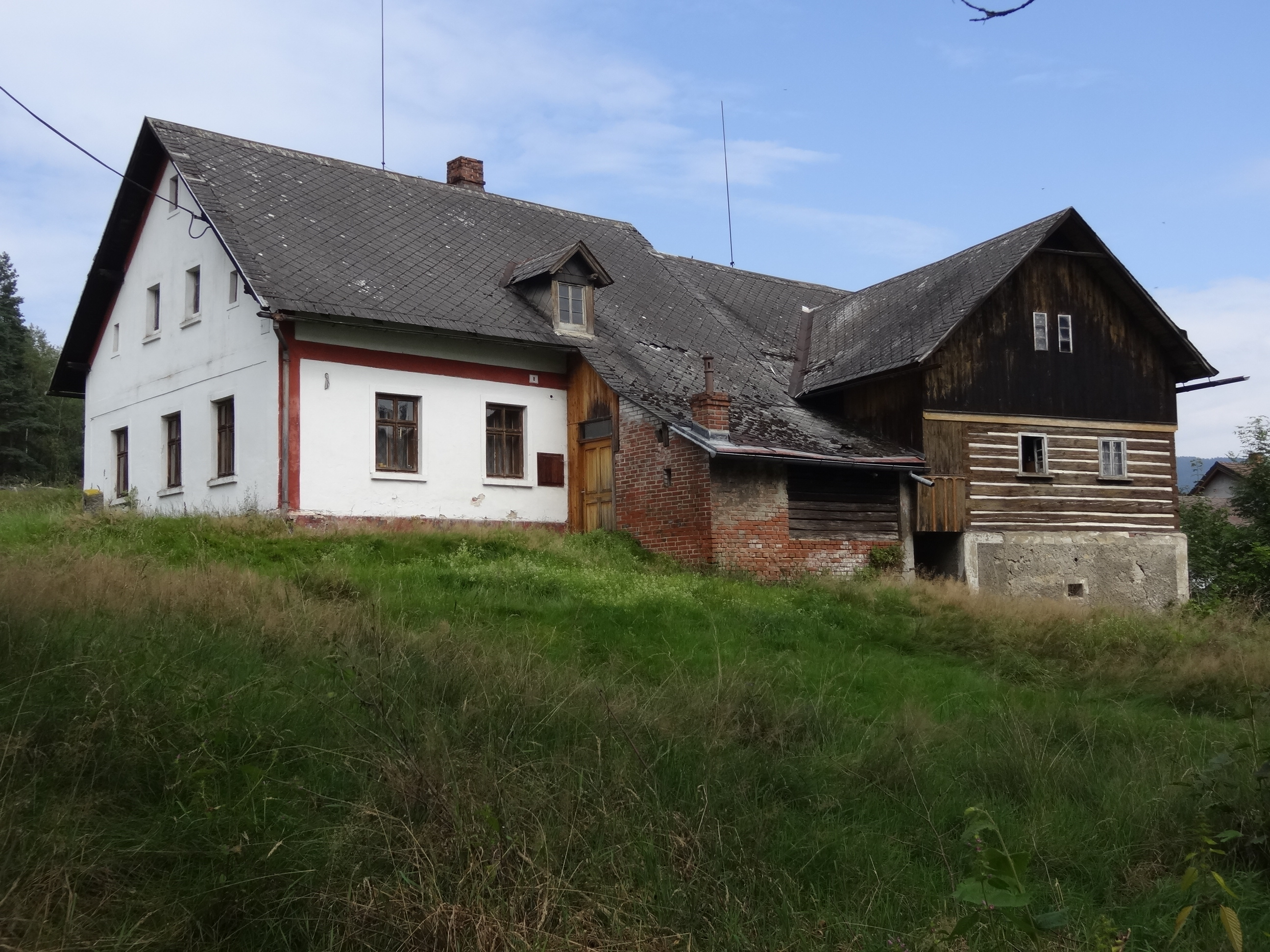
Stavení čp. 8
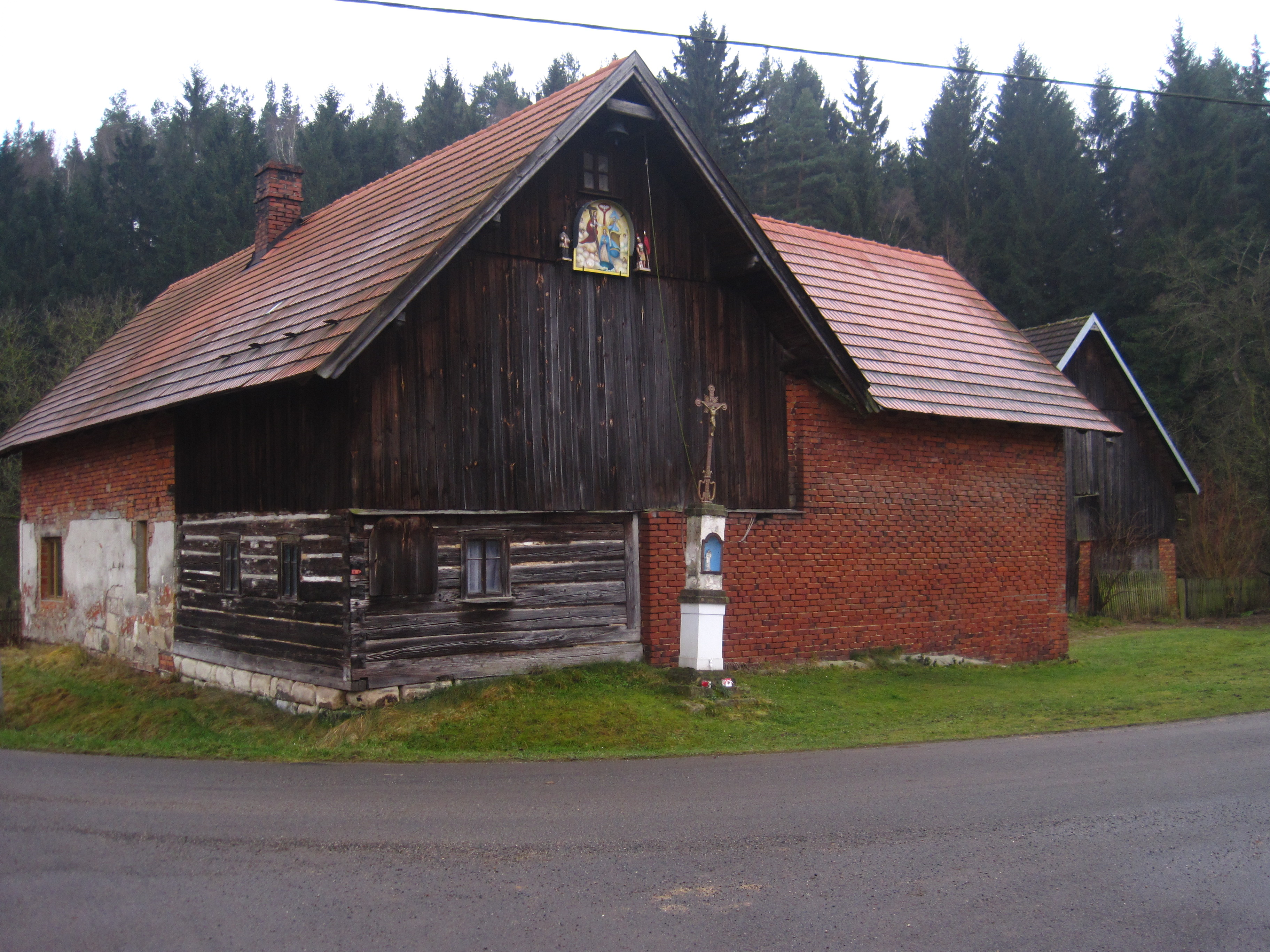
Stavení čp. 12
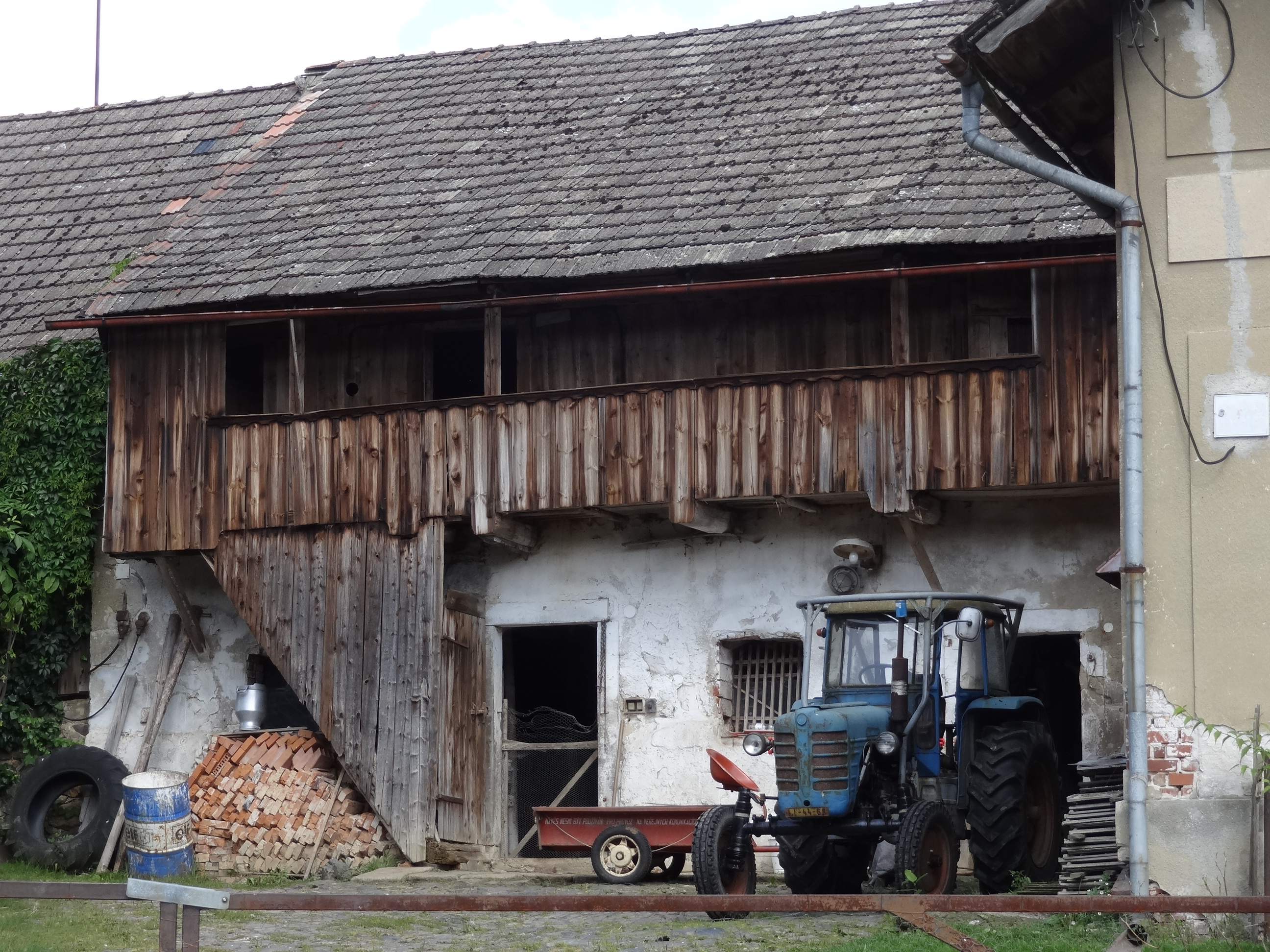
Stavení čp. 14
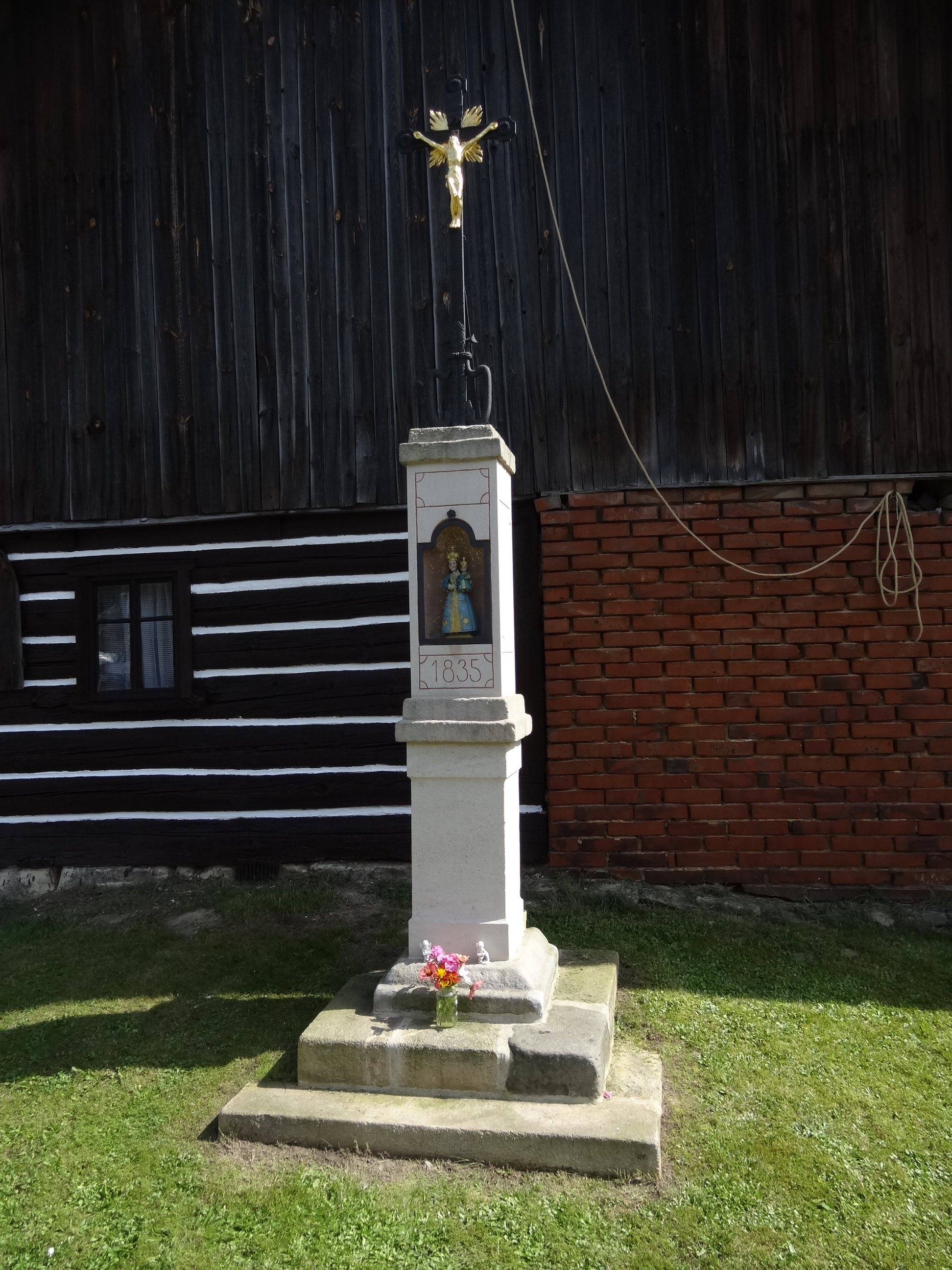
Křížek při čp. 12
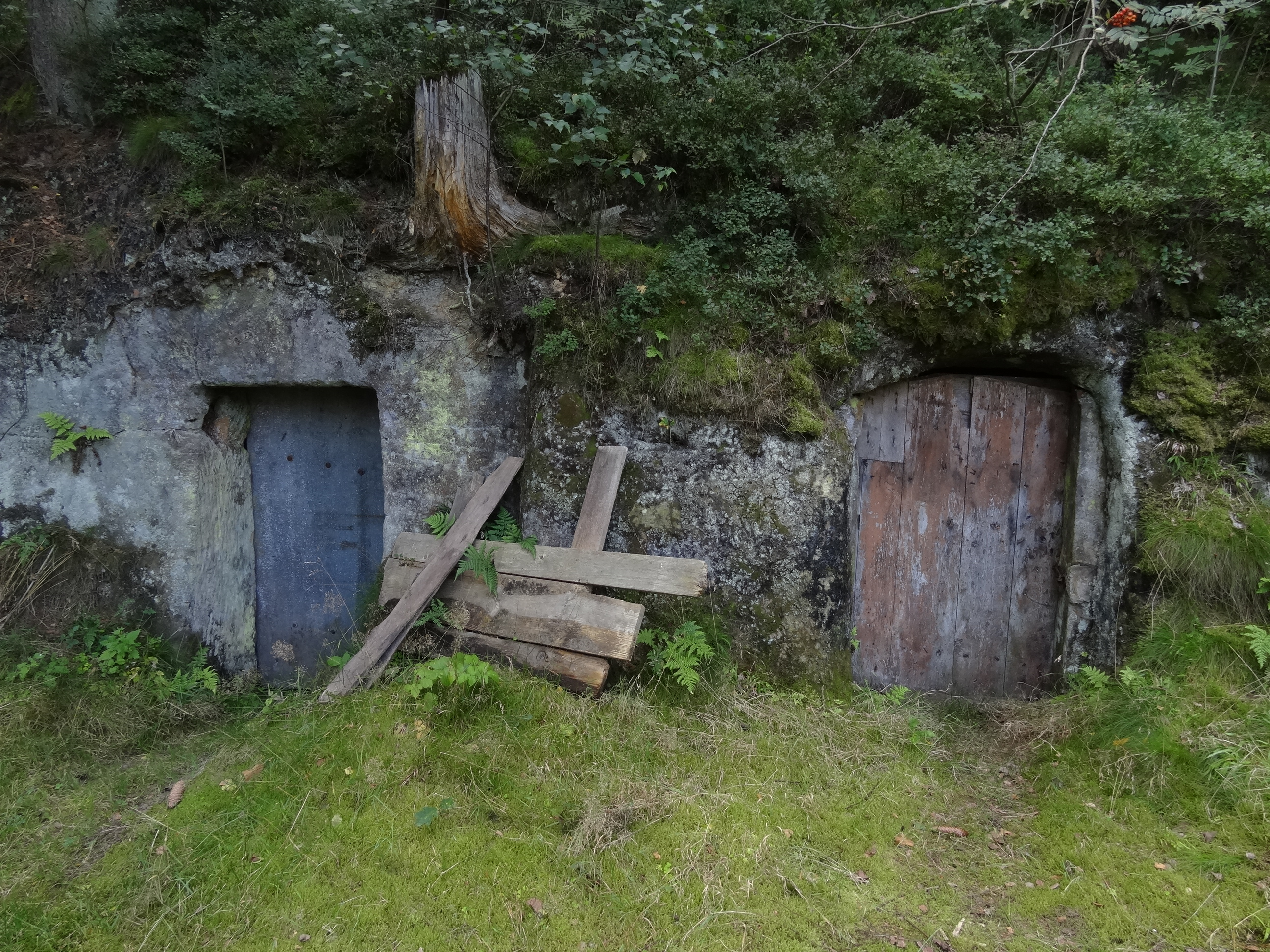
Sklepy tesané v pískovci
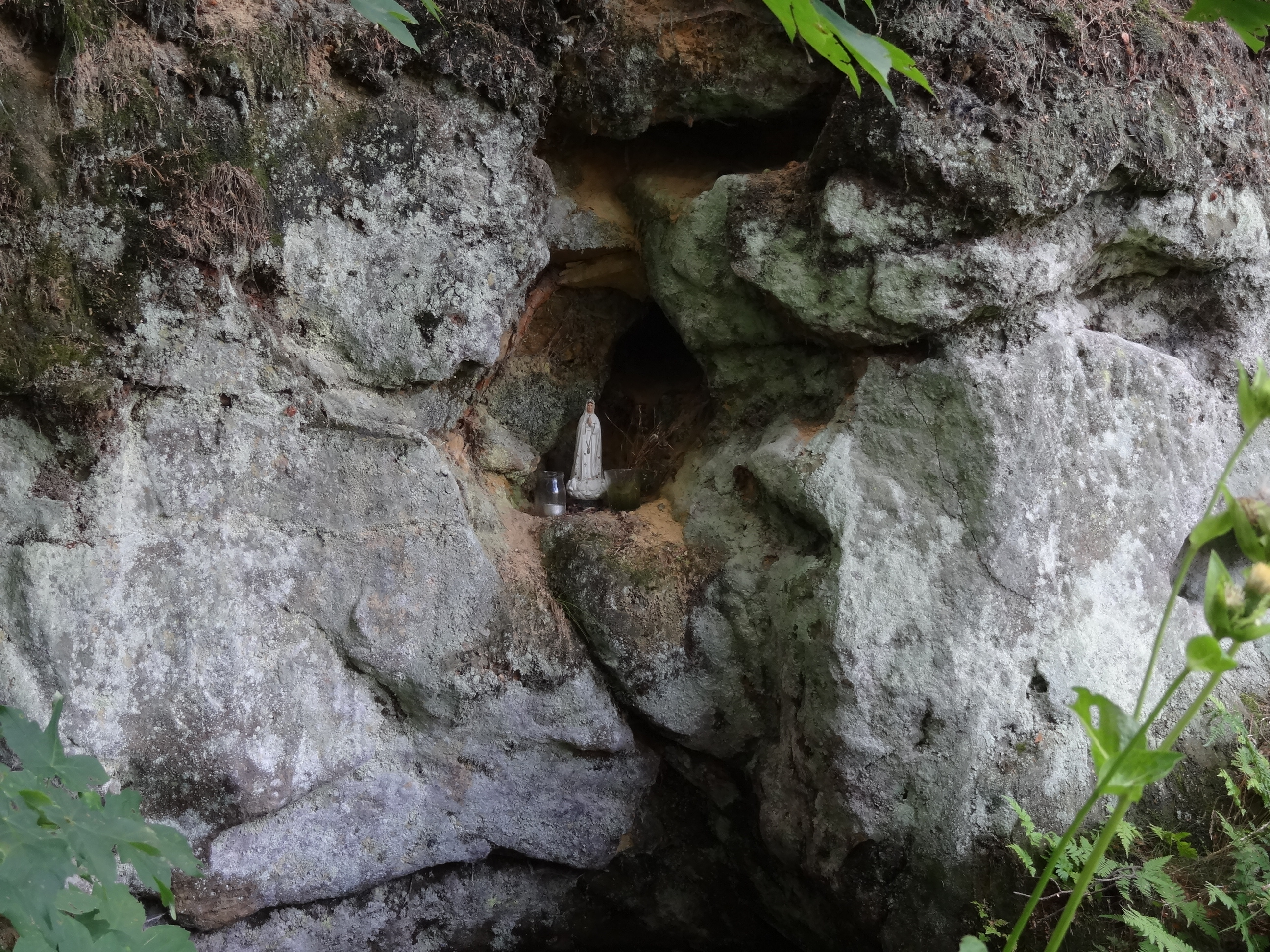
Mariánská soška nad studní u pískovcových sklepů
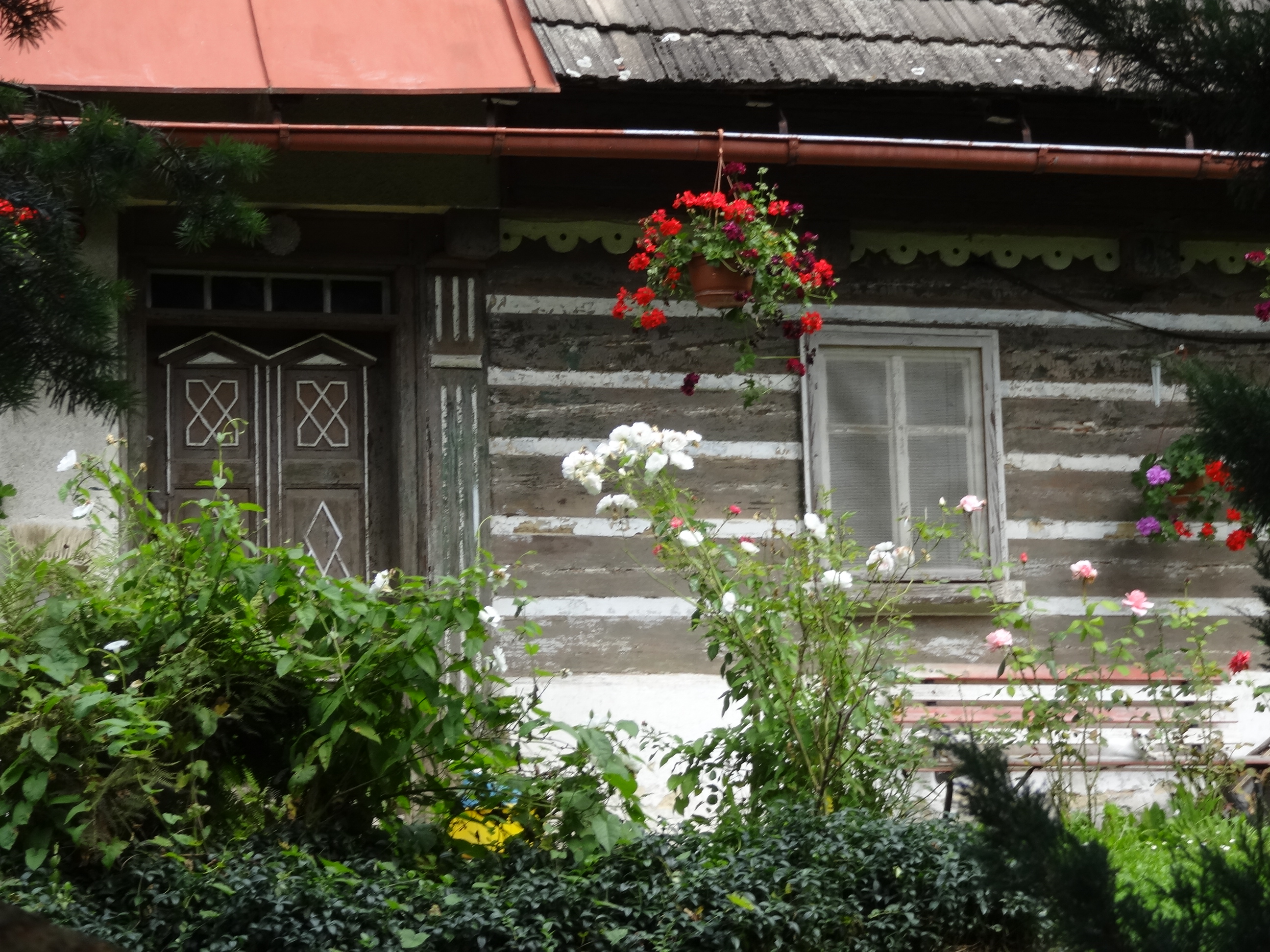
Chalupa čp. 35 na okraji vsi (katastrálně patří do Modlibohova)